# Csaba
Csaba  è un nome proprio di persona ungherese maschile.

## Origine e diffusione

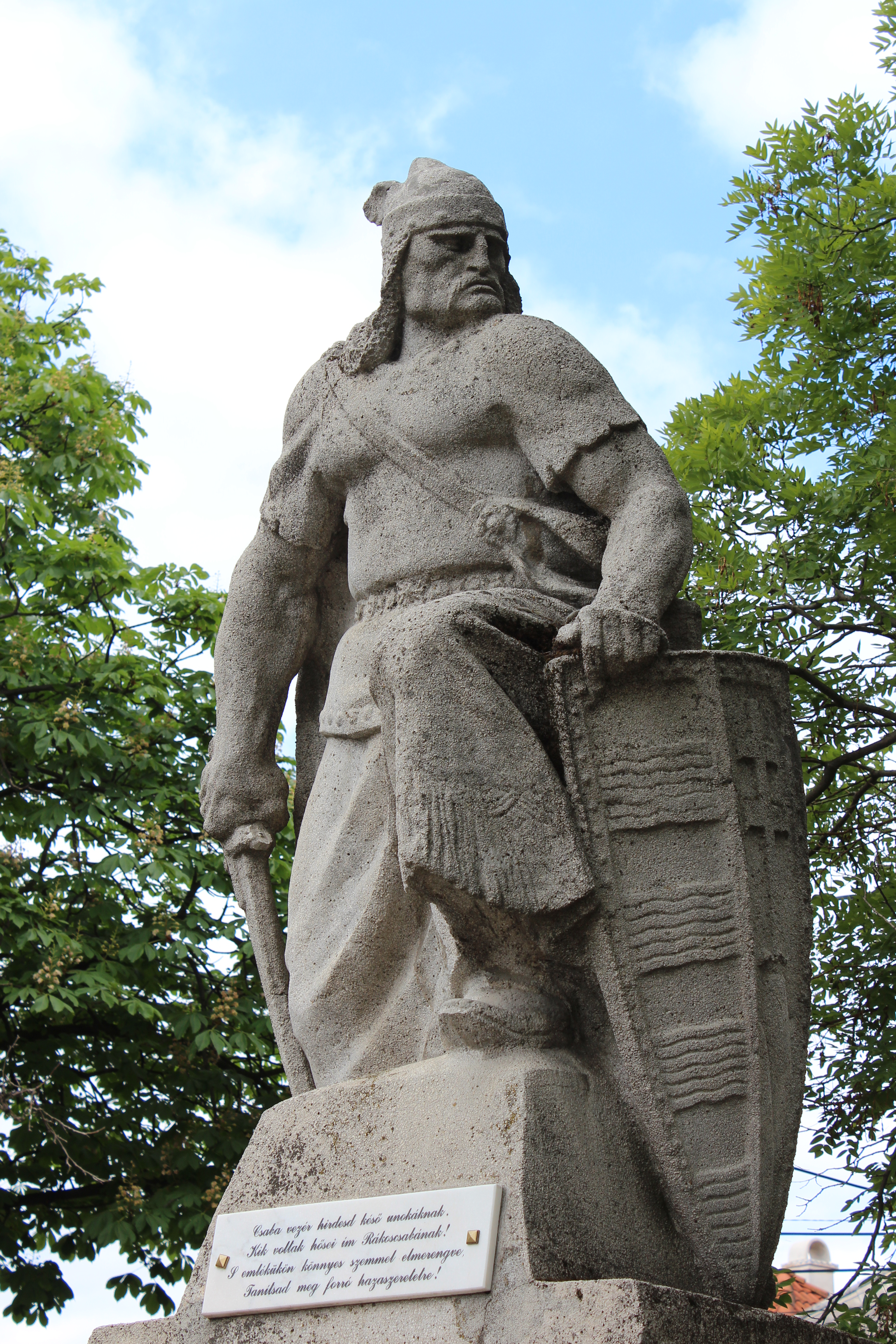
Statua del principe Csaba a Budapest

Si tratta di un nome tradizionale ungherese, portato, secondo la leggenda, dal figlio di Attila. L'etimologia e il significato sono dibattuti, e viene ricondotto a diversi termini ungheresi:
- Da csáb ("attirare", "adescare")[2]
- Da csapás ("avversità", "calamità", "sfortuna")[2]
- Da csáp ("corno")[2]
- Da csap ("manopola", "chiave", "gancio")[2]
- Da un termine non meglio specificato col significato di "pastore" (lo stesso significato del nome Opilio)[1]
- Da un termine non meglio specificato col significato di "dono" (lo stesso dei nomi Jesse, Darko, Gift e Shay)[1]

## Onomastico
Il nome è adespota, ovvero non è portato da alcun santo. L'onomastico si può festeggiare il 1º novembre, giorno di Ognissanti.

## Persone
- Csaba Balogh, scacchista ungherese
- Csaba Csizmadia, calciatore rumeno naturalizzato ungherese
- Csaba Fehér, calciatore ungherese
- Csaba Fenyvesi, schermidore ungherese
- Csaba Gaspar, schermidore argentino
- Csaba Gercsák, nuotatore ungherese
- Csaba Horváth, canoista ungherese
- Csaba Horváth, calciatore slovacco
- Csaba Köves, schermidore ungherese
- Csaba Somogyi, calciatore ungherese
- Csaba dalla Zorza, scrittrice e conduttrice televisiva italiana